# Protarcys
Protarcys är ett släkte av bäcksländor. Protarcys ingår i familjen rovbäcksländor.
Kladogram enligt Catalogue of Life:
| Protarcys | \| \| Protarcys caudata \| \| \| \| \| \| Protarcys lutescens \| \| \| \| |
|           | \| \| Protarcys caudata \| \| \| \| \| \| Protarcys lutescens \| \| \| \| |
|           | Protarcys caudata                                                         |
|           |                                                                           |
|           | Protarcys lutescens                                                       |
|           |                                                                           |